# Reportaje a un cadáver
Reportaje a un cadáver es una película en blanco y negro de Argentina dirigida por Belisario García Villar según su propio guion sobre la obra Nadie sale vivo de Ignacio Covarrubias que se produjo en 1955 pero no fue estrenada comercialmente. Fue protagonizada por Eduardo Rudy, Miriam Sucre, Antonia Herrero y Mario Baroffio.

## Reparto
- Eduardo Rudy
- Miriam Sucre
- Antonia Herrero
- Mario Baroffio
- Semillita
- Felipe Dudán

## Comentarios
Fue filmada en escenarios naturales y el derrocamiento del gobierno de Perón motivó su congelamiento.